# Фалалеев, Фёдор Яковлевич
Фёдор Я́ковлевич Фалале́ев (19 [31] мая 1899, Вятская губерния — 12 августа 1955, Москва) — советский военачальник, маршал авиации (1944).

## Молодость
Родился в многодетной (18 детей, из которых 12 умерли в младенчестве или в детстве) семье крестьянина.  Окончил  начальную (3-х годичную) школу в родном селе с продолжением образования (ещё 2 года) школу в селе Вавож. Работал в родительском хозяйстве. С 14 лет «мальчиком» и продавцом в купеческих лавках в селах Большая Уча и Вятские Поляны. С весны 1917 года работал резчиком обойм и конторщиком на Ижевском оружейном заводе. В период Ижевско-Воткинского восстания в августе 1918 году встал на сторону большевиков, скрылся из занятого восставшими Ижевска в Можгу, где работал в отделе социального обеспечения Можгинского волостного революционного комитета. Также вступил в созданный этим ревкомом вооружённый отряд. В том же 1918 году вступил в РКП(б).

## Гражданская война
В Красной Армии с мая 1919 года, доброволец. В гражданскую войну служил командиром отделения пулемётной команды и пулемётного взвода 7-го запасного батальона в Казани, Малоархангельске и Калуге, с ноября 1919 — комиссаром пулемётной школы запасного полка в Калуге и Мценске, с апреля 1920 — секретарём политотдела инспекции пехоты 13-й армии в Изюме. Воевал на Восточном фронте РККА против армий А. В. Колчака, в 1920 году был переведён на Юго-Западный фронт и воевал против армии генерала П. Н. Врангеля и многочисленных банд на южной Украине, особенно против махновцев.

## Межвоенный период
С декабря 1920 года — помощник начальника учёта и информации политуправления Вооружённых Сил Украины и Крыма в Харькове. Осенью 1921 года назначен военкомом штаба в сводно-маневренную группу войск Украины по борьбе с бандитизмом, затем — заместителем командующего группы по политчасти. Штаб группы в то время находился в Изюме. С конца 1921 года — помощник комиссара 82-х пехотных командных курсов в Изюме. С сентября 1922 года — помощник комиссара 4-й Киевской артиллерийской школы, с июля 1924 года — военный комиссар 14-й Полтавской пехотной школы. С октября 1924 года — военный комиссар 238-го стрелкового полка 80-й стрелковой дивизии (Мариуполь). В 1928 году окончил Высшую тактическо-стрелковую школу командного состава РККА имени Коминтерна «Выстрел», назначен командиром стрелкового батальона в 240-м Краснолуганском стрелковом полку. С ноября 1929 года — командир и военком 240-го стрелкового полка. В 1931 году окончил курсы командиров-единоначальников при Военно-Политической академии РККА имени Н. Г. Толмачёва в Ленинграде.
С августа 1932 года — в Военно-Воздушных Силах. Был назначен инспектором Смоленской авиационной бригады. В мае 1933 года направлен на учёбу в Первую военную школу лётчиков имени Мясникова, учился в составе спецгруппы командиров, переведённых в авиацию из других родов войск. В этой же группе учились будущий маршал авиации С. В. Жаворонков и будущий генерал-майор авиации и Герой Советского Союза Ф. Г. Коробков. После окончания школы в 1933 году сразу продолжил обучение на оперативном факультете Военно-воздушной академии РККА им. проф. Жуковского, которую окончил в 1934 году. С января 1935 года — командир и военком 4-й дальнеразведывательной авиационной эскадрильи (Смоленск), в те годы сам летал на самолёте Р-6 и прыгал с парашютом, а эскадрилья много лет не имела лётных аварий. с августа 1936 года — командир 116-й смешанной авиационной бригады в Смоленске, а с августа 1938 года командовал Сещенской авиационной бригадой. В августе 1939 года назначен заместителем командующего по ВВС 3-й армии и одновременно — Витебской армейской группы, на этих постах принимал участие в Польском походе РККА в сентябре 1939 года на территории Западной Белоруссии.
С июня 1940 года — заместитель командующего ВВС Особой Краснознамённой Дальневосточной армии. С января 1941 года — генерал-инспектор авиации РККА. С апреля 1941 года — первый заместитель начальника Главного управления ВВС Красной Армии.

## Великая Отечественная война
Вскоре после начала Великой Отечественной войны был назначен командующим ВВС 6-й армии на Юго-Западном фронте. Но уже в июле 1941 года был назначен заместителем командующего ВВС Юго-Западного фронта, а через несколько дней — командующим ВВС Юго-Западного направления. В июне 1942 года снят с должности из-за задержки выполнения одного из постановлений Государственного комитета обороны (о демонтаже реактивных снарядов РС-82 с истребителей).
В июле 1942 года по предложению командующего ВВС РККА А. А. Новикова назначен заместителем командующего Военно-Воздушных сил РККА, а в октябре 1942 года — начальником штаба ВВС РККА. В ноябре 1942 года по указанию И. В. Сталина его должность именовалась "начальник штаба — заместитель командующего Военно-Воздушных сил РККА", и тогда же он был назначен членом Военного совета ВВС РККА. Многократно заменял командующего ВВС во время его многочисленных выездов на фронт.
Весной 1943 года пережил первый инфаркт. После возвращения в строй в июне 1943 года назначен заместителем командующего Военно-Воздушных сил РККА. В феврале-апреле 1944 года находился в госпитале из-за второго инфаркта, но сразу после выхода из госпитале вылетел на фронт. С апреля 1945 года — вновь начальник штаба — заместитель командующего Военно-Воздушных сил РККА. На этих должностях значительную часть времени провёл в действующей армии, координируя действия участвовавших в наиболее крупных операциях нескольких воздушных армий. В таком качестве участвовал в Донбасской операции (1943), в освобождении Южной Украины, в Крымской операции 1944 года, в Белорусской, Прибалтийской, Восточно-Прусской операциях. За годы войны трижды повышен в воинских званиях.
В 1942—1943 годах являлся главным представителем от СССР на переговорах по вопросам создания и боевой деятельности будущего знаменитого истребительного авиационного полка «Нормандия-Неман», в 1945 году участвовал в работе Потсдамской конференции и на встрече военных делегаций союзных держав в Норвегии — Англии, Франции, США.

## Послевоенный период

Могила Ф. Я. Фалалеева на Новодевичьем кладбище Москвы.

С июля 1946 года — начальник Военно-воздушной академии в Монино. Сыграл большую роль в переводе академии на мирные программы обучения и в её послевоенном развитии. По его инициативе в 1947 году был издан уникальный сборник статей 100 учащихся академии — Героев Советского Союза о наиболее интересных боевых эпизодах и о приёмах ведения воздушных боёв (переиздан в 2005 году под наименованием: Фалалеев Ф. Я. Сто сталинских соколов. В боях за Родину).
В феврале 1949 года перенёс третий инфаркт, после которого полностью уже не восстановился. С мая 1950 года — в отставке по болезни (по личной просьбе). Жил в Москве. Похоронен на Новодевичьем кладбище.
Автор мемуаров (изданы после его смерти).

## Личная жизнь
- Единственная дочь Клацетта Фёдоровна (24.01.1924 — 08.10.2019, участница Великой Отечественной войны), в 1950 году вышла замуж за Героя Советского Союза А. И. Петрова.

## Воинские звания
- Полковник (1935)
- Комбриг (20.02.1938)
- Генерал-майор авиации (4.06.1940)
- Генерал-лейтенант авиации (27.03.1942)
- Генерал-полковник авиации (17.03.1943)
- Маршал авиации (19.08.1944)

## Награды
- Орден Ленина (21.02.1945);

Бюст Маршала авиации Ф. Я. Фалалеева в Монино Московской области

- Три ордена Красного Знамени (27.12.1941, 03.11.1944, 15.11.1950);
- Два ордена Суворова I степени (20.04.1944, 18.08.1945);
- Орден Кутузова I степени (29.07.1944);
- Орден Суворова II степени (14.02.1943);
- Орден Красной Звезды (22.02.1941);
- Орден «Знак Почёта» (14.05.1936);
- Медаль «XX лет Рабоче-Крестьянской Красной Армии» (22.02.1938);
- Медаль «За оборону Сталинграда» (22.12.1942);
- Медаль «За победу над Германией в Великой Отечественной войне 1941—1945 гг.» (9.05.1945);
- Командорская степень Ордена Почётного легиона (Франция, 10.12.1944)[4];
- Военный крест 1939—1945 (Франция, 1944);
- Орден «За военные заслуги» I степени (Болгария, 9.02.1946)[5].

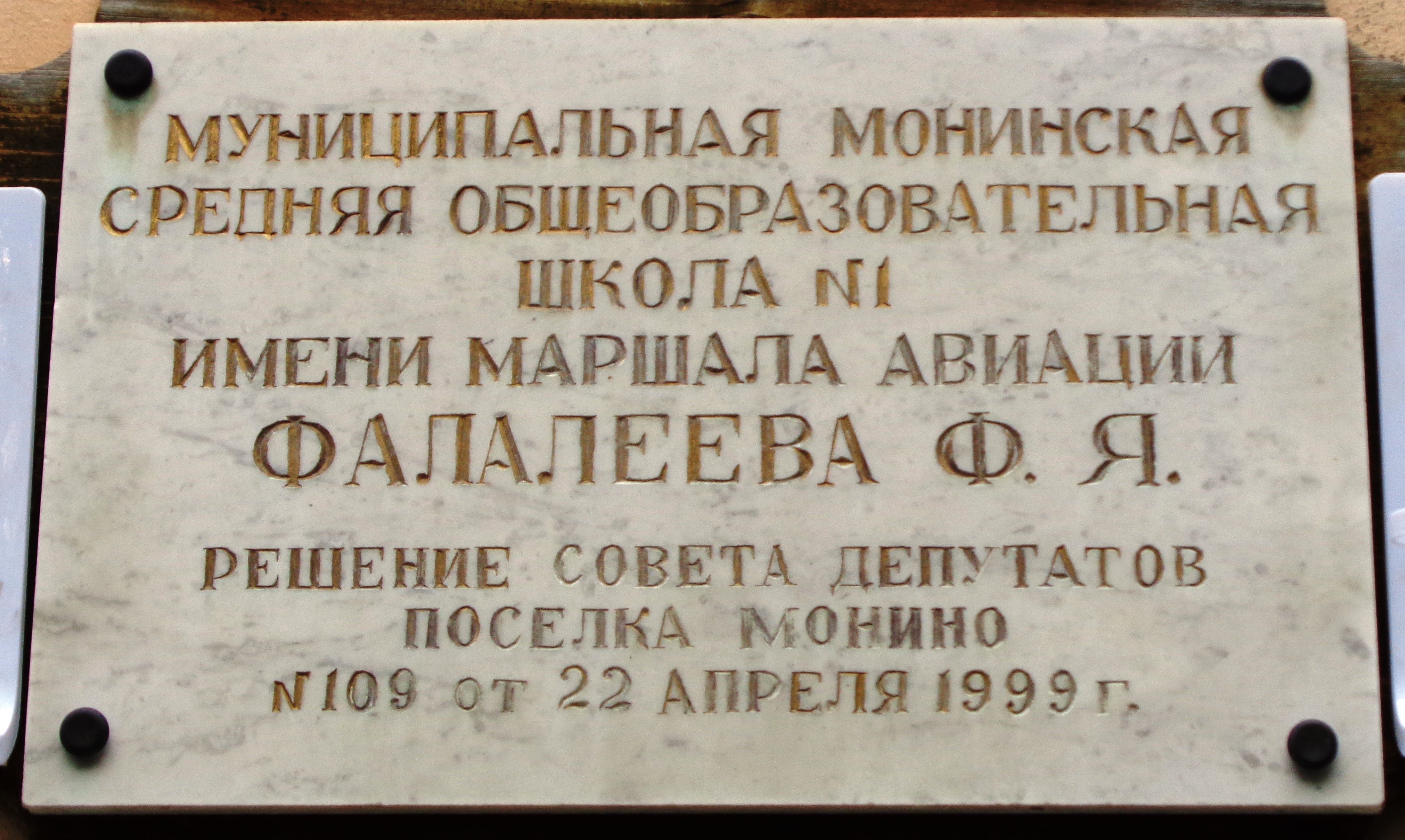
Мемориальная доска на школе № 1 поселка Монино Московской области

## Мемуары
- Фалалеев Ф. Я. В строю крылатых. Из воспоминаний. — Ижевск, «Удмуртия», 1978.

## Память

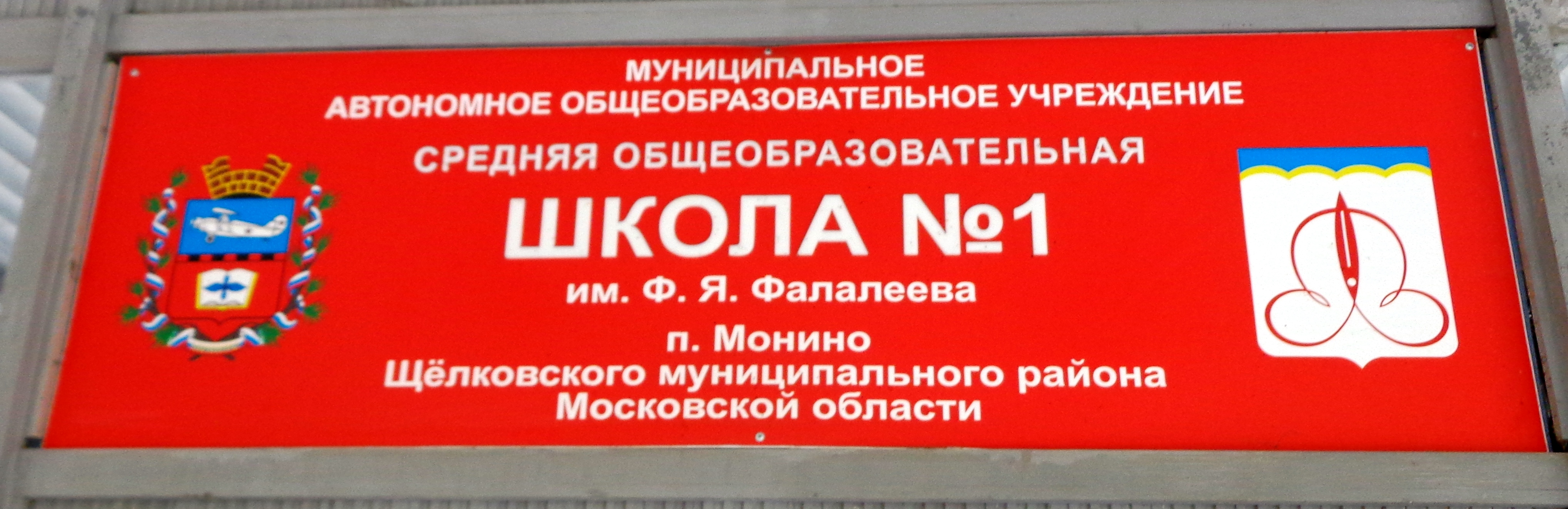
Школа № 1 имени Маршала авиации Фалалеева

- Памятник-бюст в поселке Монино во дворе школы № 1.
- Памятник-бюст в селе Большая Уча[6].
- Именем Маршала названы улицы в Ижевске, в Монино и в Можге.
- Именем Маршала названа средняя школа № 1 в Монино.
- Именем Маршала названа средняя школа в селе Большая Уча Удмуртии, в которой он учился.
- В фондах Белорусского государственного музея истории Великой Отечественной войны хранятся четыре фотографии Федора Яковлевича Фалалеева[7].

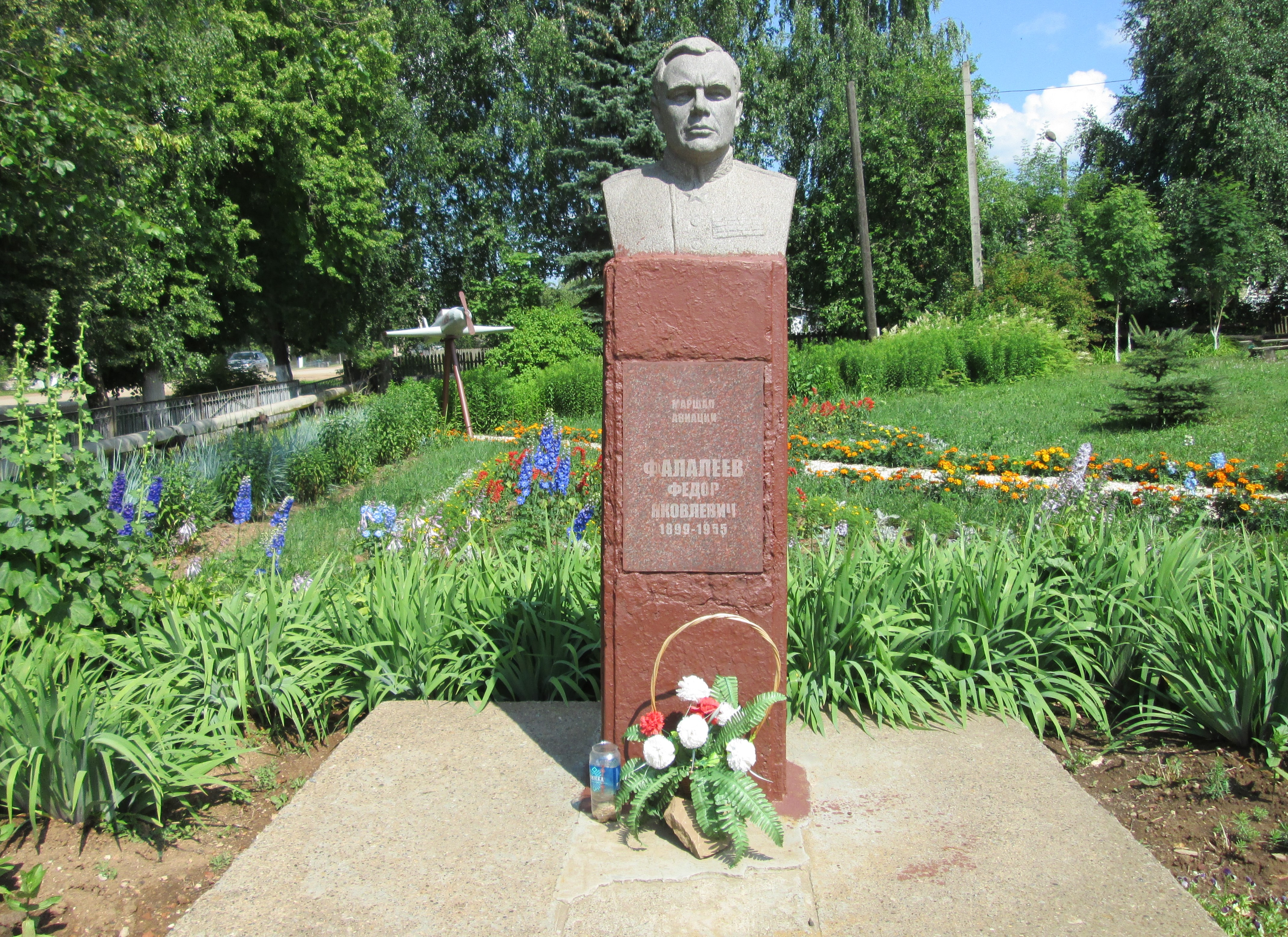
Бюст Ф. Я. Фалалеева в селе Большая Уча